# Rhaphuma nigrolineata
Rhaphuma nigrolineata là một loài bọ cánh cứng trong họ Cerambycidae.